# Anthophora carinulata
Anthophora carinulata är en biart som beskrevs av Morawitz 1886. Anthophora carinulata ingår i släktet pälsbin, och familjen långtungebin. Inga underarter finns listade i Catalogue of Life.